# Swordquest
Swordquest — серия игр для Atari 2600, разработанная и выпущенная в 1982—1983 годах компанией Atari. Swordquest отличал конкурс, устроенный издателем, победители которого награждались дорогими призами на общую сумму 150 тысяч долларов (4 талисмана по 25 000 долларов и меч за 50 000 долларов).
Всего в серии планировалось четыре игры, три из которых были выпущены: Earthworld, Fireworld, Waterworld (вышел ограниченным тиражом среди подписчиков), Airworld (релиз был отменен). Каждая игра комплектовалась красочным комиксом, нарисованным художниками Роем Томасом и Джерри Конвеем из DC Comics.
11 ноября 2022 года все три оригинальные игры Swordquest были переизданы для современных платформ в составе сборника Atari 50: The Anniversary Celebration, приуроченного к 50-летию бренда Atari. Дополнительно к ним была выпущена четвёртая, недостающая игра Airworld созданная студией Digital Eclipse.

## Игровой процесс
Игровой процесс напоминал более раннюю игру Atari Adventure: игрок должен был бродить между комнатами, собирать предметы и комбинировать их между собой. Набрав определенную комбинацию, игрок получал подсказку. Иногда переходы между комнатами перемежались логическими играми. Целью игр было найти все подсказки. Структура комнат для каждой из игр подчинялась определенному правилу: для Earthworld за основу были взяты знаки зодиака, Fireworld — Древо Жизни, Waterworld — чакры, Airworld — гексаграммы из Книги Перемен. Кроме того, каждая из игр подчинялась своей теме стихий, озвученной в названии игры: в Earthworld использовались идеи и предметы, связанные с землёй, в Fireworld — огнём, Waterworld — водой, Airworld — воздухом.

## Конкурс

Одна из подсказок (16, 4 — страница 16, блок 4 из комикса) в игре Swordquest: Earthworld

Подсказками являлись две цифры, которые являлись номерами страницы и блока в сопроводительном комиксе. Игроку предлагалось отыскать в этом блоке секретное слово. Собрав пять секретных слов, игрок мог заполнить карточку участника конкурса и отправить её в Atari. Так как подсказок было больше пяти, то игроку дополнительно было необходимо исключить неверные слова. Если все пять слов были верны, то игрок получал шанс попасть в финальный этап, организованный Atari, и сразиться с другими финалистами в модифицированную версию игры. Закончивший игру раньше всех признавался победителем и награждался ценным призом.
Планировалось, что победители всех четырех этапов встретятся в суперфинале за право обладания «Sword of Ultimate Sorcery», драгоценным мечом из чистого серебра и инкрустированным камнями золотым эфесом стоимостью в 50 тысяч долларов.
Однако было проведено всего два конкурса из запланированных четырех, после чего наступил кризис видеоигровой индустрии 1983 года. Atari, испытывая финансовые трудности, была вынуждена отказаться от проведения конкурса. Доподлинно неизвестно, что стало с оставшимися неврученными призами. Есть версия, что меч достался одному из бывших владельцев Atari Джеку Трэмиелу.
В финал конкурса Earthworld из 5000 заявок попали всего восемь человек, правильно подобравших нужные подсказки. Победителем финала стал двадцатилетний житель Детройта Стивен Белл, получивший «Talisman of Penultimate Truth», золотой медальон, инкрустированный 12 бриллиантами и драгоценными камнями, образующими знаки зодиака. Стоимость талисмана была оценена в 25 тысяч долларов.
Финалистов Fireworld оказалось больше запланированных 50 и гораздо больше, чем в первом конкурсе, поэтому организаторы объявили промежуточный конкурс сочинений на тему, что понравилось игрокам в игре. После отборочного этапа был проведен финал. Победителем стал Майкл Райдаут, который получил «Chalice of Light», кубок из золота и платины, украшенный драгоценными камнями и оцененный на сумму 25 тысяч долларов.
Waterworld распространялся ограниченным тиражом только среди членов клуба Atari Club (подписчики имели привилегию получать игры раньше даты общего релиза). Финал по Waterworld был отменен в самый последний момент. Надвигался кризис 1983 года, и Atari приняло решение отменить всю акцию. Двум предыдущим победителям было вручено по 15 000 долларов, участникам финала Waterworld — по 2000 долларов. Победитель этого этапа должен был получить «Crown of Life», золотую корону, инкрустированную драгоценными камнями стоимостью в 25 тысяч долларов. Доподлинно неизвестно, что стало с короной после отмены конкурса.
Последняя часть серии, Airworld, не была завершена. Призом конкурса Airworld должен был стать «Philosopher’s Stone», шкатулка из нефрита, отделанная золотом и драгоценными камнями, которая была оценена в 25 тысяч долларов. О судьбе шкатулки также нет никакой информации. В 2022 году Atari выпустила сборник Atari 50: The Anniversary Celebration, приуроченный к 50-летию бренда Atari, куда вошли ранее не издававшиеся игры, в том числе невышедшая Airworld. Это заново разработанная игра, для которой разработчики студии Digital Eclipse использовали сохранившиеся материалы по оригинальной игре.

## Сюжет

### Earthworld
Сюжет первой игры развивается вокруг близнецов Тарры и Торра. Их родители были убиты королём Тираннусом из-за пророчества, предсказанного волшебником короля Конжуро. Близнецов вырастили воры. Однажды, проникнув в покои Конжуро, они нечаянно выдали своё происхождение волшебнику. Спасаясь бегством от призванного демона, близнецы разбили украденный драгоценный камень, привлекавший его. После этого появились два старых советника Тираннуса, рассказали об артефактах «Sword of Ultimate Sorcery» и «Talisman of Penultimate Truth» и телепортировали обоих близнецов в Земной мир.

### Fireworld
После победы над тварями зодиака и над вором Херминусом близнецы оказались в комнате, где хранились артефакты. При попытке взять меч он прожег дыру в алтаре, и оба близнеца оказались в Огненном мире. Торр, разлученный с сестрой, призвал Менторра, который рассказал об артефакте «Кубок Света» («Chalice of Light»). Близнецы вновь воссоединяются, находят Кубок, но выясняется, что он не настоящий. Херминус дает им Кубок, который растет до тех пор, пока не становится достаточно большим, после чего поглощает близнецов и телепортирует их в Водный мир.

### Waterworld
Попав в Водный мир, близнецы снова разделились и при этом забыли свои имена. Тара, путешествуя на ледяном корабле встретила капитана Фроста, разыскивающего артефакт «Crown of Life», с помощью которого он надеялся править Водным миром. Торр же, путешествуя по подводному миру, повстречал бывшую королеву Аквану, которой артефакт нужен был для того, чтобы вернуть свой трон.
Встретившись лицом к лицу, близнецы начинают биться друг с другом за обладание короной. Каждый молится своему божеству, призвав тем самым Менторра и вернув свою память. Отбросив мечи, близнецы разделяют корону на две части, вручив по половине капитану и королеве. После этого «Sword of Ultimate Sorcery» телепортирует близнецов в Воздушный мир, где им предстоит сразиться с королём Тираннусом и Конжуро.

### Airworld
Так как закрытие конкурса произошло раньше начала работ над заключительной частью, сценарий комикса по Airworld не был создан, и детальной информации по сюжету игры нет.